# Kazu Naoki
Kazu Naoki (japonsko 直木 和), japonski nogometaš, * 23. marec 1918, † 1945.
Za japonsko reprezentanco je odigral eno uradno tekmo.